# Moreaua bulbostylidis
Moreaua bulbostylidis är en svampart som beskrevs av M. Piepenbr. 2001. Moreaua bulbostylidis ingår i släktet Moreaua och familjen Anthracoideaceae.   Inga underarter finns listade i Catalogue of Life.